# Krystal Klear
Declan "Dec" Lennon, né en 1988 et connu sous le pseudonyme Krystal Klear, est un disc jockey et producteur de musique irlandais.

## Jeunesse
Declan Lennon est né et a grandi dans la banlieue sud de Dublin, à Monkstown,. Il joue dans un groupe de heavy metal dans sa jeunesse.
Son père était DJ pour une radio pirate, ce qui l'a influencé et explique selon lui son attirance pour les musiques des années 1980,. Cette attirance pour ce style de musique est à l'origine de son pseudonyme.

## Carrière musicale
Il commence sa carrière en 2010 sous le pseudonyme Krystal Klear avec le single Tried For Your Love. Notamment remarqué par le DJ Benji B (en), il est ensuite signé sur le label All City Records,. L'année suivante, il réalise un mix pour le magazine Fact, ensuite repris dans le mix de fin d'année du magazine. 
En 2012, il publie auprès du même label le titre We're Wrong, classé dans le top 10 des meilleures musiques de l'année par le magazine DJ Mag. Il rejoint ensuite la Red Bull Music Academy et devient DJ résident de The Warehouse Project (en) et Hoya Hoya, à Manchester, puis de Fabric, à Londres,,. Il publie ensuite Addiction sur le label Sony et crée parallèlement son propre label Cold Tonic,. 
En 2013, il publie un remix de Everything is Embarrassing de Sky Ferreira qui lui fait gagner en popularité, même s'il confie ne pas l'apprécier et qu'il avait simplement besoin d'argent,. 
En 2015, il joue notamment au Berghain puis publie en 2017 les singles Danceteria et Keith Haring, amorçant un nouveau style de production musicale. Il déménage ensuite à New York,.
En 2018, il publie The Division Ep avec des sonorités rétro, qu'il décrit lui-même comme « si Larry Levan produisait les Pet Shop Boys », dans lequel se trouve le single Neutron Dance. Ce dernier obtient un succès mondial, et est considéré comme une des chansons de l'année par Resident Advisor, étant notamment comparé à Inspector Norse de Todd Terje qui avait connu une popularité similaire en 2012,. Le single est ainsi classé dans les meilleurs singles de l'année tous genres confondus par le magazine Fact, et atteint la première place des playlist Spotify « Dance List » pour le Royaume-Uni et les États-Unis.
Il publie ensuite l'EP Euphoric Dreams / Miyoki dans un style similaire, légèrement moins bien reçu par la critique que le précédent, puis devient DJ résident au Wigwam à Dublin. 
En 2019, il publie l'EP Cyclia One puis Future Fantasy en 2020, tous deux appréciés par la critique.